# Spielvereinigung Bayreuth 1987-1988
Questa voce raccoglie le informazioni riguardanti la Spielvereinigung Bayreuth nelle competizioni ufficiali della stagione 1987-1988.

## Stagione
Nella stagione 1987-1988 il Bayreuth, allenato da Wolfgang Mahr, concluse il campionato di 2. Bundesliga al 17º posto.

## Rosa
| N. |                     | Ruolo | Calciatore          |
| -- | ------------------- | ----- | ------------------- |
|    | Germania (bandiera) | P     | Roland Grüner       |
|    | Germania (bandiera) | P     | Wolfgang Wittenbeck |
|    | Germania (bandiera) | D     | Uwe Anweiler        |
|    | Germania (bandiera) | D     | Bernd Gerber        |
|    | Germania (bandiera) | D     | Erich Goldammer     |
|    | Germania (bandiera) | D     | Stefan Hübner       |
|    | Germania (bandiera) | D     | Markus von Aufseß   |
|    | Germania (bandiera) | D     | Gerald Weinrich     |
|    | Germania (bandiera) | C     | Jörg Düreth         |
|    | Germania (bandiera) | C     | Klaus Gebhardt      |
|    | Germania (bandiera) | C     | Armin Götzer        |
|    | Norvegia (bandiera) | C     | Åge Viggo Hansen    |

| N. |                     | Ruolo | Calciatore         |
| -- | ------------------- | ----- | ------------------ |
|    | Germania (bandiera) | C     | Udo Konradi        |
|    | Germania (bandiera) | C     | Thomas Roßberger   |
|    | Germania (bandiera) | C     | Josef Staudner     |
|    | Germania (bandiera) | C     | Günther Stockinger |
|    | Germania (bandiera) | C     | Armin Veh          |
|    | Germania (bandiera) | C     | Karl-Heinz Wohland |
|    | Germania (bandiera) | A     | Heinrich Dumpert   |
|    | Germania (bandiera) | A     | Walter Laubinger   |
|    | Germania (bandiera) | A     | Stefan Sachs       |
|    | Germania (bandiera) | A     | Rüdiger Scheler    |
|    | Germania (bandiera) | A     | Heinz Schneider    |
|    | Germania (bandiera) | A     | Jörg Wolff         |

## Organigramma societario
Area tecnica
- Allenatore: Wolfgang Mahr
- Allenatore in seconda:
- Preparatore dei portieri:
- Preparatori atletici:

## Calciomercato

### Sessione estiva
| Acquisti | Acquisti         | Acquisti              | Acquisti |
| R.       | Nome             | da                    | Modalità |
| -------- | ---------------- | --------------------- | -------- |
| C        | Armin Veh        | TSV Schwaben Augsburg |          |
| A        | Walter Laubinger | Amburgo               |          |
| D        | Bernd Gerber     | Blau-Weiß Berlin      |          |
| D        | Uwe Anweiler     | Sandhausen            |          |
| C        | Josef Staudner   | Bayern Monaco II      |          |

| Cessioni | Cessioni       | Cessioni      | Cessioni |
| R.       | Nome           | a             | Modalità |
| -------- | -------------- | ------------- | -------- |
| D        | Jörg Dittwar   | Norimberga    |          |
| C        | Armin Eck      | Bayern Monaco |          |
| A        | Roland Reichel | Unterhaching  |          |

### Sessione invernale
| Acquisti | Acquisti         | Acquisti    | Acquisti |
| R.       | Nome             | da          | Modalità |
| -------- | ---------------- | ----------- | -------- |
| C        | Åge Viggo Hansen | Fredrikstad |          |

| Cessioni | Cessioni | Cessioni | Cessioni |
| R.       | Nome     | a        | Modalità |
| -------- | -------- | -------- | -------- |

## Risultati

### 2. Bundesliga

#### Girone di andata
| Bayreuth 22 luglio 1987, ore 19:30 CEST 1ª giornata | Bayreuth | 0 – 0 referto | Wattenscheid 09 | Hans-Walter-Wild Stadion (4 000 spett.)\| Arbitro: \| Gabor \| |
| Arbitro:                                            | Gabor    |               |                 |                                                                |

| Arbitro: | Dardenne |

|             |           |  |
| Gu 26’, 64’ | Marcatori |  |

| Arbitro: | Föckler |

|                                             |           |  |
| Dumpert 45’ Gebhardt 55’ (rig.) Scheler 57’ | Marcatori |  |

| Arbitro: | Gochermann |

|                                 |           |             |
| Wenzel 46’ Klaus 64’ Zander 83’ | Marcatori | 46’ Scheler |

| Bayreuth 15 agosto 1987, ore 15:00 CEST 5ª giornata | Bayreuth | 0 – 0 referto | Blau-Weiß Berlin | Hans-Walter-Wild Stadion (5 100 spett.)\| Arbitro: \| Boos \| |
| Arbitro:                                            | Boos     |               |                  |                                                               |

| Arbitro: | Eli |

|                                              |           |               |
| Bittorf 32’ Dezelak 45’ Krella 47’ Gorka 80’ | Marcatori | 53’ Schneider |

| Arbitro: | Fux |

|                                   |           |             |
| Roßberger 30’ Gebhardt 61’ (rig.) | Marcatori | 2’ Glückler |

| Arbitro: | Matheis |

|  |           |                            |
|  | Marcatori | 7’, 72’ Scheidig 71’ Wolff |

| Arbitro: | Schäfer |

|  |           |                   |
|  | Marcatori | 7’ Linz 28’ Glöde |

| Arbitro: | Müller |

|                        |           |                            |
| Schneider 13’ Fuhl 54’ | Marcatori | 39’ Gebhardt 66’ Schneider |

| Arbitro: | Assenmacher |

|                                                |           |             |
| Streich 21’ Sané 26’ Löffler 52’, 56’ Higl 88’ | Marcatori | 24’ Wohland |

| Arbitro: | Bauer |

|                       |           |                          |
| Scheler 22’ Wolff 42’ | Marcatori | 46’, 49’ Gries 85’ Sitek |

| Arbitro: | Harder |

|                                    |           |                                        |
| Richter 25’ Wieczorek 28’ Hahn 76’ | Marcatori | 45’ Schneider 62’ Stockinger 77’ Wolff |

| Arbitro: | Merk |

|                              |           |  |
| Stockinger 28’ Schneider 44’ | Marcatori |  |

| Arbitro: | Steinborn |

|                       |           |  |
| Wegmann 41’ Jeske 89’ | Marcatori |  |

| Arbitro: | Brückner |

|               |           |  |
| Schneider 77’ | Marcatori |  |

| Arbitro: | Kriegelstein |

|                                                      |           |                             |
| Reimann 36’ Kremer 44’, 83’ Tilner 49’ Wulfmeier 51’ | Marcatori | 40’ Goldammer 62’ Schneider |

| Arbitro: | Berg |

|  |           |             |
|  | Marcatori | 11’ Vorholt |

| Arbitro: | Neumann |

|                                      |           |             |
| Ozaki 31’ Konerding 79’ Golombek 89’ | Marcatori | 51’ Dumpert |

#### Girone di ritorno
| Arbitro: | Malbranc |

|                                         |           |  |
| Kügler 33’ Kuhn 66’ (rig.) Frömberg 68’ | Marcatori |  |

| Arbitro: | Eli |

|  |           |            |
|  | Marcatori | 28’ Künast |

| Arbitro: | Müller |

|                                           |           |  |
| Ossen 22’ Hotić 23’, 46’, 74’ Stadler 36’ | Marcatori |  |

| Arbitro: | Dardenne |

|                |           |                                 |
| von Aufseß 77’ | Marcatori | 13’ Wenzel 51’ Zander 89’ Klaus |

| Arbitro: | Neumann |

|                                |           |  |
| Haller 7’ Schüler 34’ Flad 74’ | Marcatori |  |

| Arbitro: | Steinborn |

|                                          |           |  |
| Dumpert 29’ Gorka 57’ (aut.) Scheler 75’ | Marcatori |  |

| Arbitro: | Tritschler |

|                                   |           |              |
| Steubing 25’ Steer 39’ Assion 79’ | Marcatori | 78’ Staudner |

| Arbitro: | Berg |

|                                         |           |           |
| Wolff 28’, 78’ Stockinger 60’ Sachs 89’ | Marcatori | 68’ Ronge |

| Arbitro: | Kautschor |

|           |           |           |
| Holze 77’ | Marcatori | 81’ Wolff |

| Arbitro: | Gochermann |

|                   |           |         |
| Gebhardt 55’, 58’ | Marcatori | 27’ Dum |

| Arbitro: | Kentsch |

|                                                       |           |                    |
| Stockinger 8’ Wolff 30’, 55’ Staudner 58’ Scheler 70’ | Marcatori | 33’ (aut.) Konradi |

| Arbitro: | Broska |

|                    |           |             |
| Gries 15’ Bunk 40’ | Marcatori | 55’ Dumpert |

| Arbitro: | Krug |

|                  |           |  |
| Scheler 27’, 81’ | Marcatori |  |

| Arbitro: | Malbranc |

|                         |           |               |
| Hutwelker 30’ Orkas 74’ | Marcatori | 82’ Schneider |

| Arbitro: | Schmidt |

|                               |           |                                |
| Stockinger 23’ Wolff 65’, 83’ | Marcatori | 25’ Wegmann 90’ (rig.) Laibach |

| Arbitro: | Diekert |

|           |           |  |
| Loose 57’ | Marcatori |  |

| Arbitro: | Strigel |

|                                   |           |            |
| Staudner 6’ Wolff 25’ Dumpert 68’ | Marcatori | 43’ Kremer |

| Arbitro: | Kriegelstein |

|  |           |                              |
|  | Marcatori | 63’ Schneider 86’ von Aufseß |

| Arbitro: | Theobald |

|                    |           |  |
| Schneider 35’, 48’ | Marcatori |  |

## Statistiche

### Statistiche di squadra
| Competizione  | Punti | In casa | In casa | In casa | In casa | In casa | In casa | In trasferta | In trasferta | In trasferta | In trasferta | In trasferta | In trasferta | Totale | Totale | Totale | Totale | Totale | Totale | DR  |
| Competizione  | Punti | G       | V       | N       | P       | Gf      | Gs      | G            | V            | N            | P            | Gf           | Gs           | G      | V      | N      | P      | Gf     | Gs     | DR  |
| ------------- | ----- | ------- | ------- | ------- | ------- | ------- | ------- | ------------ | ------------ | ------------ | ------------ | ------------ | ------------ | ------ | ------ | ------ | ------ | ------ | ------ | --- |
| 2. Bundesliga | 33    | 19      | 12      | 2       | 5       | 35      | 17      | 19           | 2            | 3            | 14           | 20           | 49           | 38     | 14     | 5      | 19     | 55     | 66     | -11 |
| Totale        | 33    | 19      | 12      | 2       | 5       | 35      | 17      | 19           | 2            | 3            | 14           | 20           | 49           | 38     | 14     | 5      | 19     | 55     | 66     | -11 |

### Andamento in campionato
| Giornata  | 1  | 2  | 3  | 4  | 5  | 6  | 7  | 8  | 9  | 10 | 11 | 12 | 13 | 14 | 15 | 16 | 17 | 18 | 19 | 20 | 21 | 22 | 23 | 24 | 25 | 26 | 27 | 28 | 29 | 30 | 31 | 32 | 33 | 34 | 35 | 36 | 37 | 38 |
| --------- | -- | -- | -- | -- | -- | -- | -- | -- | -- | -- | -- | -- | -- | -- | -- | -- | -- | -- | -- | -- | -- | -- | -- | -- | -- | -- | -- | -- | -- | -- | -- | -- | -- | -- | -- | -- | -- | -- |
| Luogo     | C  | T  | C  | T  | C  | T  | C  | T  | C  | T  | T  | C  | T  | C  | T  | C  | T  | C  | T  | T  | C  | T  | C  | T  | C  | T  | C  | T  | C  | C  | T  | C  | T  | C  | T  | C  | T  | C  |
| Risultato | N  | P  | V  | P  | N  | P  | V  | V  | P  | N  | P  | P  | N  | V  | P  | V  | P  | P  | P  | P  | P  | P  | P  | P  | V  | P  | V  | N  | V  | V  | P  | V  | P  | V  | P  | V  | V  | V  |
| Posizione | 12 | 16 | 12 | 15 | 15 | 17 | 15 | 12 | 15 | 13 | 17 | 18 | 18 | 15 | 17 | 15 | 17 | 17 | 19 | 19 | 19 | 19 | 19 | 20 | 20 | 20 | 20 | 19 | 19 | 17 | 18 | 17 | 18 | 17 | 18 | 17 | 17 | 17 |

Legenda:

Luogo: C = Casa; T = Trasferta. Risultato: V = Vittoria; N = Pareggio; P = Sconfitta.

### Statistiche dei giocatori
| U. Anweiler   | 32 | 0  | 9 | 0 |
| H. Dumpert    | 35 | 5  | 3 | 0 |
| J. Düreth     | 1  | 0  | 0 | 0 |
| K. Gebhardt   | 35 | 5  | 2 | 0 |
| B. Gerber     | 9  | 0  | 3 | 1 |
| E. Goldammer  | 34 | 1  | 4 | 0 |
| R. Grüner     | 32 | 0  | 1 | 0 |
| A. Götzer     | 12 | 0  | 0 | 0 |
| Å. Hansen     | 7  | 0  | 1 | 0 |
| S. Hübner     | 1  | 0  | 0 | 0 |
| U. Konradi    | 36 | 0  | 6 | 0 |
| W. Laubinger  | 4  | 0  | 0 | 1 |
| T. Roßberger  | 7  | 1  | 0 | 0 |
| S. Sachs      | 15 | 1  | 1 | 0 |
| K. Scheidig   | 9  | 2  | 0 | 0 |
| R. Scheler    | 33 | 7  | 6 | 1 |
| H. Schneider  | 31 | 10 | 8 | 0 |
| J. Staudner   | 24 | 3  | 3 | 0 |
| G. Stockinger | 34 | 5  | 9 | 0 |
| A. Veh        | 10 | 0  | 1 | 0 |
| G. Weinrich   | 6  | 0  | 0 | 0 |
| W. Wittenbeck | 7  | 0  | 0 | 0 |
| K. Wohland    | 20 | 1  | 4 | 0 |
| J. Wolff      | 34 | 11 | 3 | 0 |
| M. von Aufseß | 20 | 2  | 0 | 0 |